# Октябрьский (Скопин)
Октя́брьский — упразднённый рабочий посёлок в городском округе Скопин Рязанской области. В 2004 году включен в состав города Скопин и исключен из учётных данных.

## История
Населённый пункт образован в конце 1920-х годов, первоначально носил название Октябрьское Поле.
Возникновение поселка и названия связано с открытием новых шахт Подмосковного угольного бассейна № 39, 40, 41, 42 в 1927 году. С закладкой новых шахт появилась необходимость постройки домов для размещения людей, прибывавших из Москвы, Тулы, Рязани и других городов. Группа шахтеров шахты № 39, спускаясь в забой в честь десятилетия Октябрьской революции, назвала образовавшийся поселок Октябрьским.
В 1934 году получил статус посёлка городского типа.
7 октября 2004 года включён в состав муниципального образования город Скопин и становится микрорайоном последнего.

## Население
| 1939 | 1959  | 1970  | 1979  | 1989  | 2002  |
| ---- | ----- | ----- | ----- | ----- | ----- |
| 2481 | ↗5599 | ↘5563 | ↘5227 | ↗5599 | ↘4936 |

Население по состоянию на 2006 год — 3145 человек.

## Экономика
- Скопинский силикатный завод

ул. Заводская;
- Завод электронасосов

ул. Советская.

## Транспорт
Осуществляется регулярное движение маршрутных такси (№ 134) до автовокзала г.Скопина.

## Факты
- Первый звуковой фильм в Рязанской области показали в поселке Октябрьский Скопинского района, и назывался он «Путевка в жизнь»[11];
- На территории населённого пункта находится исправительная колония № 3 строгого режима для бывших сотрудников правоохранительных органов УФСИН России по Рязанской области[12];
- Несколькими километрами севернее населённого пункта находится кладбище спецгоспиталя НКВД № 4791, функционировавшего до 1947 года. В 1991 году на нём было обнаружено место захоронения командующего Люблинским округом Армии крайовой, генерала Казимежа Тумидайского (эксгумирован в 1991 году, перезахоронен на воинском кладбище в Люблине)[13];
- В простонародье жителей микрорайона Октябрьский раньше иногда называли «кочубарами» («кочебарами»). Этимология данного слова, возможно, относится к дохристианским временам.[14][15].